# Declaración de Montreal

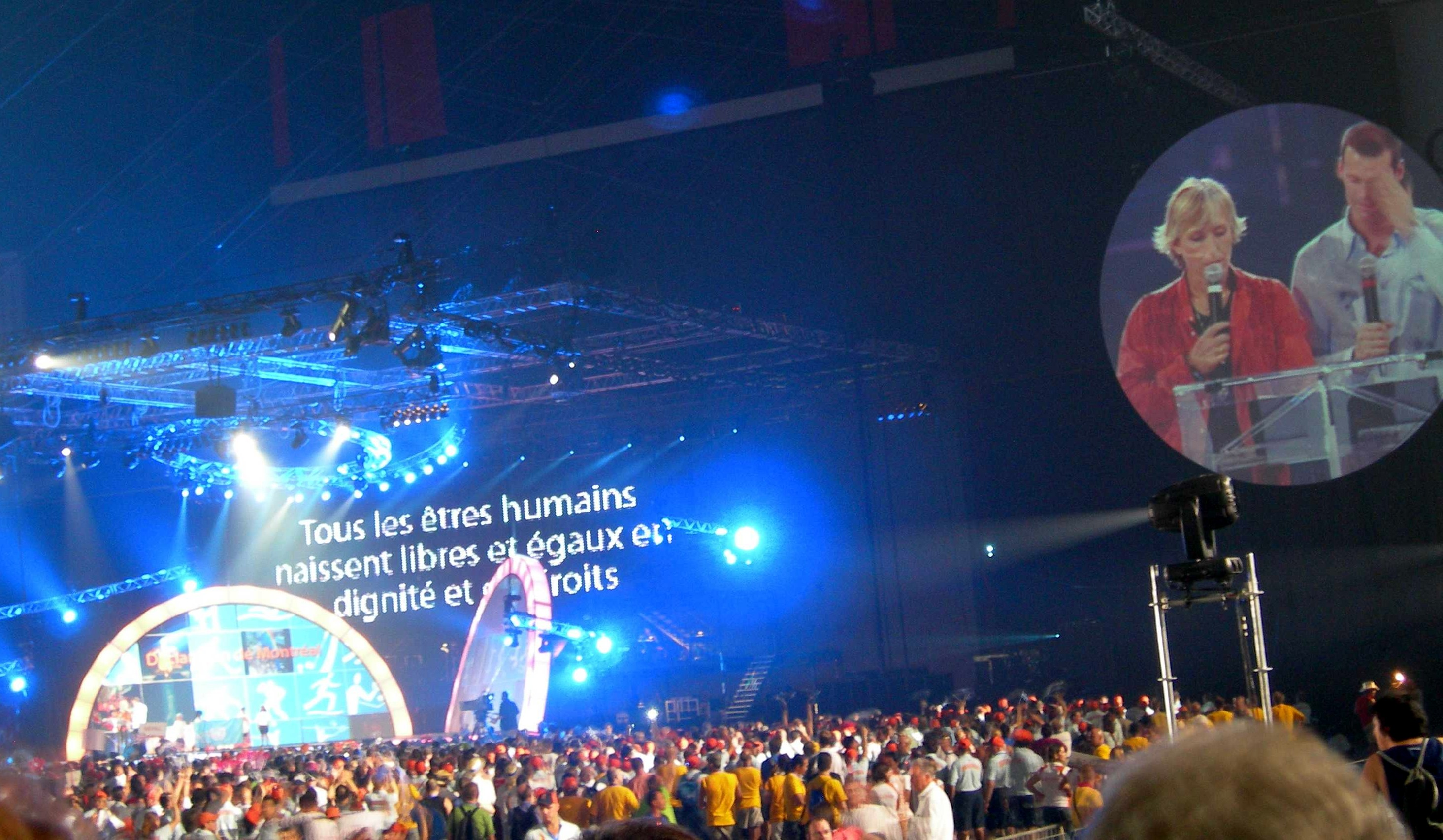
Martina Navrátilová y Mark Tewksbury leen la Declaración de Montreal en la ceremonia de apertura de los World Outgames.

La Declaración de Montreal sobre los Derechos Humanos de Lesbianas, Gays, Bisexuales y Transexuales es un documento adoptado el 29 de julio de 2006 en Montreal, Quebec, Canadá, por la Conferencia Internacional sobre los Derechos Humanos LGBT, como parte de los primeros Outgames mundiales. La declaración delinea una serie de derechos y libertades relativos a las personas LGBT, los cuales se propone que deben ser universalmente garantizados. Engloba todos los aspectos de los Derechos Humanos, desde la garantía de las libertades fundamentales a la prevención de discriminación de personas LGBT en materia de sanidad, educación e inmigración. La Declaración también hace referencia a diversos puntos relativos a la promoción global de los derechos LGBT. Su intención es convertirse en una carta de referencia listando las demandas y exigencias de los movimientos internacionales LGBT, para que en último término pueda ser enviada a las Naciones Unidas.

## Historia
La Conferencia tenía como finalidad aumentar la percepción de la comunidad internacional sobre el tema de los derechos LGBT. Se celebró justo antes de los Outgames, y acudieron a la misma más de 1500 delegados de todo el mundo, convirtiéndose en la conferencia sobre derechos LGBT más grande nunca realizada. Tomaron parte de la misma expertos internacionales, incluyendo juristas distinguidos, académicos, líderes religiosos y activistas de Derechos Humanos. Los delegados aprobaron unánimemente la Declaración.
Algunos de los conferenciantes más destacados fueron:
- Louise Arbour - Alta Comisionada de las Naciones Unidas para los Derechos Humanos
- Gene Robinson - Obispo de la Diócesis de New Hampshire de la Iglesia Episcopal en los Estados Unidos de América
- Claire L'Heureux-Dubé -  Exjueza de la Corte Suprema de Canadá
- Mark Tewksbury - Nadador canadiense y oro olímpico
- Irshad Manji - Autor canadiense, periodista y activista
- Georgina Beyer - Política neozelandesa, primera diputada abiertamente transexual del mundo
- Martina Navratilova -  Jugadora de tenis, antigua número 1 del mundo de la WTA
- Gérald Tremblay - Alcalde de Montreal

La Declaración pretende hacer referencia a las incapacidades de las Naciones Unidas a la hora de aplicar de manera consistente su Declaración Universal de los Derechos Humanos. Una serie de libertades fundamentales, incluyendo el derecho a la vida, son violados en varios países miembro en los que la homosexualidad está penalizada. Los actos homosexuales son castigados con la muerte en nueve jurisdicciones: Afganistán, Chechenia, Irán, Nigeria, Mauritania, Pakistán, Arabia Saudí, Sudán y Yemen. Son ilegales en 72 países, y en muchos casos se castigan con prisión o castigo corporal.

## Derechos esenciales
La Convención identifica diversas áreas en las que deben tomarse medidas para garantizar los derechos esenciales de las personas LGBT: 

### Protección contra la violencia privada y del Estado
La declaración llama al fin de la pena de muerte y toda violencia contra las personas LGBT, ya sean permitidas por el Estado o por grupos privados. Los estados deben tomar medidas para proteger a las personas LGBT de los crímenes de odio. Los matrimonios forzosos con personas del sexo opuesto se identifican como una violación muy particular de los Derechos Humanos que hay que combatir. Por otra parte, se condena la violencia contra los intersexuales, especialmente la cirugía innecesaria para forzar la conformidad a modelos rígidos de las características sexuales.

### Libertad de expresión, asociación y reunión
Las leyes que discriminan a las personas LGBT, tales como las prohibiciones de marchas del día del Orgullo Gay, periódicos LGBT y registro de asociaciones no gubernamentales, se consideran grandes obstáculos en la campaña a favor de los derechos LGBT. Por tanto, se llama a la comunidad mundial a que garantice dichos derechos y prevenga que no se autoricen por autoridades públicas hostiles.
Además, se pide a la comunidad internacional que tome medidas positivas en la promoción de dichos derechos. Para ellos, la Declaración solicita que los envíos de ayuda al desarrollo sean condicionales a una mejora del respeto de los Derechos Humanos, incluyendo los de las personas LGBT. Se piden ayudas financieras para los grupos que hagan campaña a favor de los derechos LGBT en zonas donde las personas todavía teman por su vida o por su seguridad personal.

### Libertad para entablar actividades homosexuales
Se llama a la derogación de todas las leyes que impidan o prevengan la actividad homosexual consensual.

## Librarse de la discriminación
Las personas LGBT se enfrentan a la discriminación en muchos aspectos de sus vidas. Se pide a los gobiernos que tomen acciones positivas para fomentar los derechos LGBT para terminar con la discriminación en las siguientes áreas:

### Derechos de inmigración y asilo
El Alto Comisionado de las Naciones Unidas para los Refugiados reconoce el derecho de asilo a los que escapan de la persecución basada en la orientación sexual o la identidad de género. Se llama a todos los países a hacer lo mismo. Además, se demanda que los derechos de residencia para miembros de la pareja extranjeros estén libres de la discriminación contra personas LGBT.

### Derechos de familia
Se señala que las familias son la parte más importante de la vida de gran parte de la gente. La Declaración solicita que el matrimonio se permita a parejas del mismo sexo, que las parejas no casadas tengan derechos de pareja similares, y que se asegure el mismo acceso a todas las opciones de paternidad, incluyendo la adopción por parejas del mismo sexo.

### Educación, sanidad y medios de comunicación
En lo relativo a educación, se busca que haya clases sobre los Derechos Humanos LGBT, y que los colegios tomen pasos decididos contra el bullying homofóbico. Se pide la colaboración de los medios de comunicación para romper los estereotipos LGBT y presentar a las personas LGBT de una manera realista. Se subraya la necesidad de acceso a la sanidad en general y para las necesidades específicas de las personas LGBT. Particularmente se esperan subvenciones para la cirugía de reasignación de sexo en el mismo grado en el que se realizan para otros tratamientos médicos necesarios. Finalmente, se anima a los grupos religiosos a ser tolerantes con respecto a las personas LGBT.

### Empleo
La Declaración pide el desarrollo de programas que fomenten la igualdad de oportunidades con respecto al empleo y los negocios de las personas LGBT, de manera que su independencia económica pueda asegurarse. Se pide a los gobiernos que sean los primeros en dar ejemplo eliminando dicha discriminación y promoviendo la igualdad y seguridad de las personas LGBT en puestos del sector público.

## Temas globales en la promoción de derechos LGBT
Para promocionar los derechos LGBT a nivel global, la Declaración requiere que la comunidad internacional se comprometa en una campaña informativa mundial y solicita a las ONGs y gobiernos solidarios con la causa a que colaboren en la preparación e implementación de dicha campaña. Parte de ésta consistiría en educar sobre la prevención y tratamiento del VIH y el sida en personas LGBT. Se anima a los gobiernos a incluir a las personas LGBT en su lucha contra el VIH y el sida.
Se condena el fracaso de las Naciones Unidas de no reconocer los derechos LGBT como Derechos Humanos conta caso de "Toonen contra Australia". Se solicita que el nuevo Consejo de Derechos Humanos de las Naciones Unidas adopte como parte de su agenda los derehcos LGB, y que la Asociación Internacional Lésbica y Gay, y otras asociaciones de derechos LGBT, formen parte del grupo de ONGs que pueden consultarse con el Consejo.

## Implementación
El distrito de Montreal de Ville-Marie fue el organismo en el mundo en adoptar oficialmente la Declaración el 1 de agosto de 2006, mientras que el Nuevo Partido Democrático se convirtió en el primer partido político en hacerlo tras el voto unánime de su convención federal el 10 de septiembre de 2006. Consecuentemente, el crítico de los derechos LGBT del PND, Bill Siksay, presentó una moción en la Cámara de los Comunes de Canadá exhortando al gobierno canadiense a que siguiera la Declaración el 20 de septiembre de 2006.
La Declaración ha sido adoptada también por los gobiernos de las ciudades de:
- Montreal, Canadá
- Brighton, Reino Unido
- Barcelona, España
- San Francisco, Estados Unidos
- Denver, Estados Unidos